# مارك بيمبريدج
مارك بيمبريدج (بالإنجليزية: Mark Pembridge)‏ (29 نوفمبر 1970 في المملكة المتحدة - ) هو لاعب كرة قدم بريطاني في مركز الوسط. شارك مع منتخب ويلز لكرة القدم. أما مع النوادي، فقد لعب مع ديربي كاونتي وشيفيلد وينزداي ونادي إيفرتون ونادي بنفيكا ونادي فولهام ونادي لوتون تاون.

## مسيرته الكروية
لعب مارك بيمبريدج خلال مسيرته الاحترافية مع 6 أندية في ثمانية عشر موسمًا وسجل خلالها 51 هدفًا ضمن 422 مباراة. ولم يفز بأي موسم بالكأس أو بالدوري.
خاض مارك بيمبريدج مسيرته مع نادي فولهام في موسم 1989–90 في المرة الأولى لمدة موسم واحد ثم في موسم 2003–04 واستمر معه طيلة ثلاثة مواسم، مشاركًا طوالها في 50 مباراة سجل خلالها هدفًا واحدًا. ثم انتقل إلى نادي لوتون تاون في موسم 1990–91 ولمدة موسمين، حيث شارك في 60 مباراة سجل خلالها 6 أهداف. لينتقل بعدها إلى نادي ديربي كاونتي في موسم 1992–93 واستمر معه طيلة ثلاثة مواسم، مشاركًا في 110 مباراة سجل خلالها 28 هدفًا. ثم انتقل إلى نادي شيفيلد وينزداي في موسم 1995–96 واستمر معه طيلة ثلاثة مواسم، مشاركًا في 93 مباراة سجل خلالها 11 هدفًا. هذا وانتقل لاحقًا إلى نادي بنفيكا في موسم 1998–99 لمدة موسم واحد، مشاركًا في 19 مباراة سجل خلالها هدفًا واحدًا. ثم انتقل بعدها إلى نادي إيفرتون في موسم 1999–00 ليلعب معه خمسة مواسم، مشاركًا في 90 مباراة سجل خلالها 4 أهداف.

## روابط خارجية
- مارك بيمبريدج على موقع الاتحاد الأوربي (الإنجليزية)
- مارك بيمبريدج على موقع قاعدة بيانات كرة القدم.إي يو (الإنجليزية)
- مارك بيمبريدج على موقع ناشيونال فوتبول تيمز (الإنجليزية)
- مارك بيمبريدج على موقع Soccerbase.com (لاعب) (الإنجليزية)
- مارك بيمبريدج على موقع Soccerway.com (الإنجليزية)
- مارك بيمبريدج على موقع عالم كرة القدم.نت (الإنجليزية)